# Vivian Wu
Vivian Wu of Wu Junmei (Chinees: 邬君梅; 5 februari 1966) is een Amerikaanse actrice, afkomstig uit (Shanghai). Haar grote doorbraak kwam in 1987 toen ze verscheen in de film The Last Emperor. Later speelde ze in films Iron & Silk (1990), The Guyver (1991), Heaven & Earth (1993), Teenage Mutant Ninja Turtles III (1993), The Joy Luck Club (1993), en ze had hoofdrollen in The Pillow Book (1996) en The Soong Sisters (1997). In 2020 speelt ze de rol van Dr. Lu Wang in het Netflix-sciencefictiondrama Away.

## Jeugd
Wu is de dochter van Zhu Manfang, een van de bekendste actrices uit China in de jaren 40 en 50. Wu ging naar de Hogeschool Shanghai Shixi en begon in 1983 op 16-jarige leeftijd met acteren. Rond haar 20e studeerde ze toerisme aan de Hawaii Pacific University in Hawaï. Ze trouwde in 1994 met Oscar Luis Costo, een regisseur en producent van Cubaanse afkomst.

## Carrière
In 1985 deed de toen 18-jarige Wu auditie voor de rol van Wen Xiu in de film The Last Emperor van Bernardo Bertolucci. Zes maanden later werd ze gekozen voor de rol en hiermee maakte ze haar debuut op het grote scherm. Wu speelde later in de dramafilm Shadow of China (1989), geregisseerd en mede geschreven door Mitsuo Yanagimachi, gevolgd door de actiekomedie Iron & Silk (1990). Het jaar daarop verscheen ze in de slecht ontvangen superheldenkomedie The Guyver met Mark Hamill. Ze werd in 1990 door People gekozen als een van de 50 mooiste mensen ter wereld.

## Filmografie

### Film
- The Last Emperor (1978)
- Iron & Silk (1990)
- Shadow of China (1990)
- The guyver (1991)
- Heaven & Earth (1993)
- Teenage Mutant Ninja Turtles (1993)
- The Joy Luck Club (1993)
- Vanishing Son (1994)
- Woman Rose (1996)
- The Pillow Book (1996)
- The Soong Sisters (1997)
- A Bright Shining lie (1998)
- The Legend of Pig Eye (1998)
- Blindness (1998)
- 8 1/2 Women (1999)
- Dinner Rush (2000)
- Roses Are Red (2000)
- Red skies (2002)
- Encrypt (2003)
- Beauty Remains (2005)
- Kinamand (2005)
- Eve and the Fire Horse (2005)
- Shanghai Red (2006)
- Desires of the Heart (2008)
- The founding of a Republic (2009)
- Shanghai Blue (2010)
- Snow Flower and the Secret Fan (2011)
- The Story of a Piano (2011)
- Departed Heroes (2011)
- To Forgive (2012)
- Judge Zhan (2012)
- The Palace (2013)
- Feed Me (2013)
- Who is Undercover (2014)
- Perfect couple (2014)
- The Queens (2015)
- Go Lala Go 2 (2015)
- Everybody's Fine (2016)
- Youth Dinner (2017)
- The Chinise Widow (2017)
- Father and Son (2017)
- Cry Me a Sad River (2018)
- Knockout (2019)
- Dead Pigs (2019)

### TV series
- Highlander: The series (1994)
- Tales from The Crypt (1995)
- Murder, She Wrote (4 januari 1996)
- Millennium (1998)
- Strange World (1999-2000)
- Secret Agent Man (2000)
- Dwelling Narrowness (2009)
- The First Half of My Life (2017)
- Ruyi's Royal Love in the Palace (2018)
- Away (2020)

### Videospellen
- Supreme Warrior (1995)
- Indiana Jones and the Emperor's Tomb (2003)